# Georg Gruson
Hermann Georg Gruson (* 28. Juli 1904 in Metz; † 1. März 2001) war ein deutscher Ingenieur und Hochschullehrer.
Georg Gruson war der Sohn des Generalmajors Ernst Gruson und seiner Ehefrau Elisabeth geb. Vogler.
Der promovierte Wissenschaftler war ab 1953 Professor für Gaserzeugung und Direktor des Instituts für Gaserzeugung der Bergakademie Freiberg. Er übte seinen Lehrauftrag bis 1969 aus.

## Werke (Auswahl)
- Über die Umlagerung von Oxychalkonen zu Flavanonen, Dissertation, Technische Hochschule Berlin 1930
- Kolloquium Gastechnik : Am 8. und 9. April 1959 in Freiberg. Brennstofftechnische Gesellschaft in der Deutschen Demokratischen Republik. Akademieverlag, Berlin, 1960
- Entgasungsofenbau. Lehrbriefe 1–7, Bergakademie Freiberg, 1964, 1965
- mit Gustav Grüssner: Gaswerks- und Kokereitechnik. Lehrbrief 1 und 2, Bergakademie Freiberg, 1965
- mit Gustav Grüssner: Kokereitechnik. Lehrbrief 1 und 2,  Bergakademie Freiberg, 1966